# Clostridium sporogenes
Il Clostridium sporogenes è una specie di batterio appartenente alla famiglia delle Clostridiaceae.Come altri vari ceppi appartenenti a questa famiglia è un batterio anaerobio, bastoncellare e sporigeno, ovvero è in grado di produrre una endospora ovale subterminale, ed è in grado di eseguire una fermentazione di amminoacidi. È soprannominato clostridio proteolitico, poiché gli amminoacidi che riesce a fermentare provengono generalmente da proteine residue di organismi deceduti.
In vivo spesso colonizza animali, creando con essi interazioni di tipo mutualistico. Attualmente è in fase di studio un modo per sfruttare C. sporogenes come mezzo per permettere ai medicinali anti-tumorali di raggiungere i tessuti bersaglio nei pazienti.
C. sporogenes colonizza naturalmente il tratto gastrointestinale umano di una parte della popolazione; nell'intestino sfrutta il triptofano per sintetizzare indolo e, in seguito, acido 3-indolpropionico (IPA) - un tipo di ormone vegetale della famiglia delle auxine – utile come potente antiossidante all'interno del corpo e cervello umano, inoltre è in grado di abbassare il rischio di sviluppo di diabete di tipo 2.
IPA è anche un potente neutralizzante di radicali liberi. Analogamente alla melatonina, ma differentemente rispetto ad altri antiossidanti, è in grado di rimuovere i radicali senza generare di conseguenza composti intermedi reattivi. C. sporogenes è l'unico batterio noto in grado di sintetizzare IPA in vivo a livelli immediatamente rilevabili nel flusso ematico dell'ospite.